# 파비우 코엔트랑
파비우 알레샨드르 다 실바 코엔트랑(포르투갈어: Fábio Alexandre da Silva Coentrão ˈfabju kwẽˈtɾɐ̃w̃[*], 1988년 3월 11일, 빌라두콘드 ~) 은 포르투갈의 전 프로 축구 선수이다. 주로 좌측 수비수로 뛰었지만, 좌측 미드필더로 겸할 수도 있고, 간혹 수비형 미드필더를 맡기도 했다.
히우 아브에서 프로 무대에 데뷔한 이래, 그는 19세의 나이로 벤피카에 입단했지만, 수 차례 임대되다가 1군의 주 좌측 수비수를 맡았다. 2011년, 그는 레알 마드리드에 합류했다.
2009년을 기점으로 포르투갈 국가대표이며, 코엔트랑은 두 차례의 FIFA 월드컵과 한 차례의 UEFA 유럽 축구 선수권 대회에 출전했다.

## 클럽 경력

### 히우 아브
빌라두콘드 출신으로, 코엔트랑은 2004년, 16세의 나이로 고향 연고의 히우 아브에 합류해 그 다음 시즌에 세 차례의 프리메이라리가 경기에 출전했지만, 북부에 기반을 둔 이 구단은 강등당했다. 2006-07 시즌, 그는 주전으로 도약했는데, 히우 아브는 승격을 아깝게 놓쳤고, 타사 드 포르투갈에서는 선전해, 스포르팅 리스본과 리스본에서의 일전에서 30미터 지점에서 득점을 기록해 2-1로 이겼다. 히우 아브에서 활약하면서 그는 "카시나스의 피구"라는 별명이 붙었다.
시즌 종료 후, 그는 2부 리그 올해의 도약 선수로 선정되었는데, 다수의 구단들이 코엔트랑의 영입에 관심을 가졌고, 특히 스포르팅 리스본과 벤피카가 가장 적극적으로 관심을 가졌고, 후자의 구단은 2007년 7월에 계약을 성사시켰다. 2007년판 월드 사커 매거진의 세계 유망주 50선에 따르면 그의 플레이스타일이 아르연 로번과 비슷하다고 묘사했다.

### 벤피카
2008년 1월 1일, 벤피카에서 거의 출전 기회를 가지지 못한 코엔트랑은 마데이라 제도 연고의 나시오날에 시즌 종료 시점까지 임대되었다. 5월 3일, 그는 이미 우승을 확정지은 포르투와의 원정 경기에서 두 골을 넣어 3-0 승리를 견인했다.
2008년 여름, 코엔트랑은 스페인의 세군다 디비시온으로 강등된 지 얼마 안된 레알 사라고사로 임대되었다. 그는 그 시즌 경기에 거의 출전하지 못했지만, 그는 포르투갈 무대로 복귀해 2009년 1월에 벤피카가 여전히 그를 소유한 상태에 히우 아브로 임대되었다. 2월 15일, 그는 포르투를 상대로 개인기를 이용해 득점했지만, 1-3으로 패했다.
2009년 여름, 코엔트랑은 2015년까지 벤피카와 계약했고, 인수 조항으로 €30M이 붙었다. 12월 2일, 벤피카 소속의 좌측 수비수로 몇 경기 나선 후, 그는 벨라루스의 바테 보리소프와의 UEFA 유로파리그 조별 리그 경기에서 유럽대항전 첫 골을 넣어 적지에서의 2-1 승리에 공헌했다.
2010년 2월 10일, 벤피카는 코엔트랑의 다른 팀 동료들과 함께 20% 지분을 제3자 벤피카 스타스 펀드에 매각했다. 그는 €15M이 책정되었고, 기금은 €3M이 지불되었다. 그 시즌, 그는 대도약을 경험했는데, 총 43번의 공식 경기 (도합 2,851분) 에 나섰고, 벤피카는 리그와 타사 다 리가 우승을 거두었다. 그는 포르투갈 리그 올해의 도약 선수로 선정되며 시즌을 화려하게 마감했다.
2010년 9월 27일, 구단과 국가대표팀에서 입지를 확고이 다진 22세의 코엔트랑은 2016년까지 벤피카와의 계약을 연장했다. 11월 2일, 그는 리옹과의 그 시즌 UEFA 챔피언스리그 조별 리그 경기에서 처음으로 2골을 기록해 홈에서의 4-3 승리를 도왔고, 67분에는 빠르게 돌파해 카를루스 마르팅스와 골을 합작해 한때 4-0으로 앞서기도 했다.

### 레알 마드리드

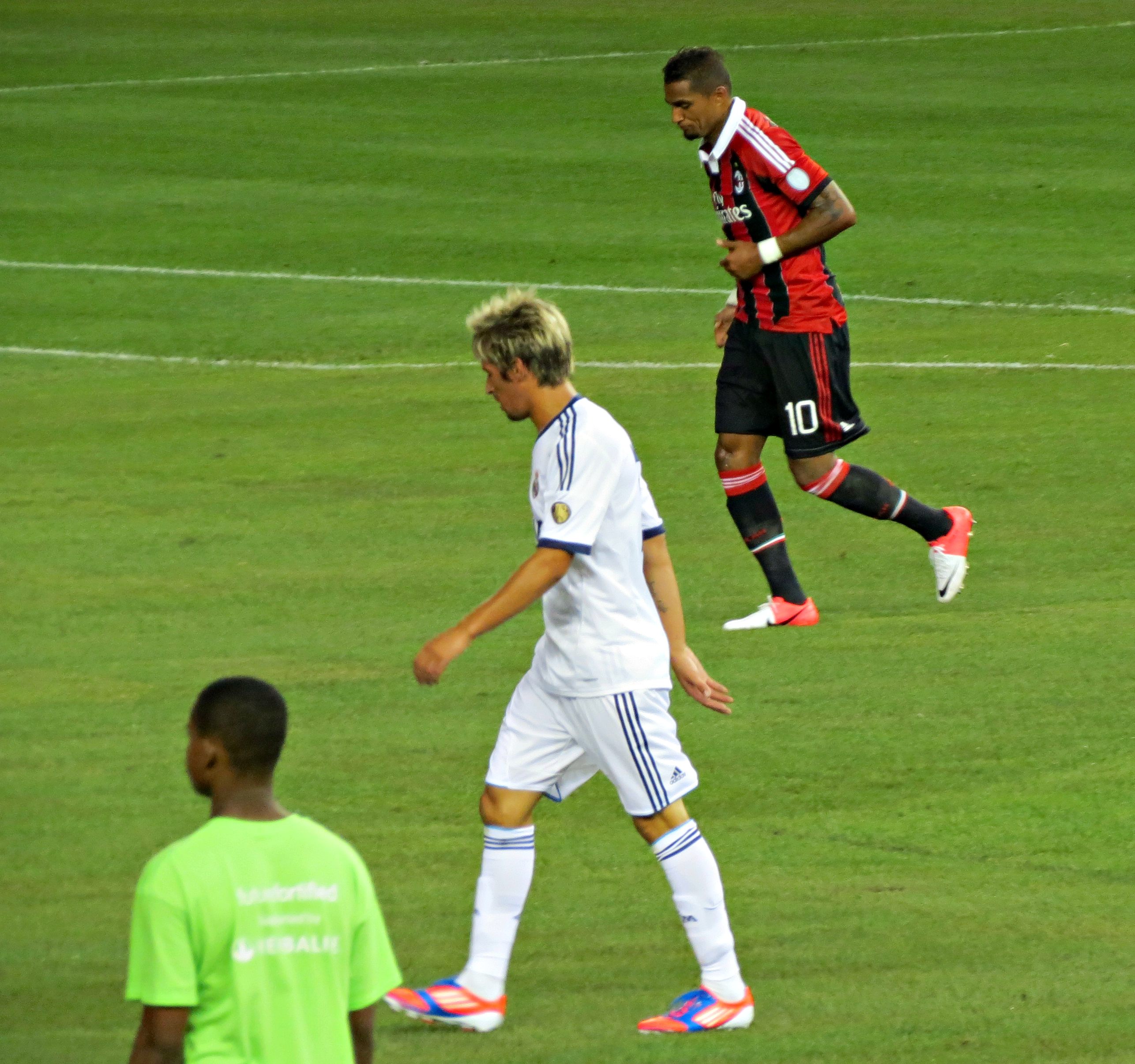
2012년, 레알 마드리드의 코엔트랑

2011년 7월 5일, 긴 협상 끝에, 벤피카와 레알 마드리드는 코엔트랑 이적의 세부 조항에 합의를 보았고, 같은 날 €30M에 6년 계약을 체결했다. 이적 조항에는 에세키엘 가라이가 그의 반대 방향으로 이적하는 것이 포함되었다. 그는 16일, 로스앤젤레스 갤럭시와의 시즌 전 친선경기에서 데뷔전을 치렀고, 카림 벤제마의 골을 도왔다. 그는 바르셀로나와의 수페르코파 데 에스파냐에서 처음으로 공식 2연전을 치렀다: 1차전에서, 그는 후반전에 사미 케디라와 교체로 교체로 들어나 수비형 미드필더로 활약했고, 경기는 안방에서의 2-2 무승부로 끝났으며, 캄 노우에서 열린 2차전에서는 선발 좌측 수비수로 나섰지만 2-3으로 패했다.
코엔트랑은 2011년 8월 28일, 전 소속 구단이었던 사라고사와의 경기에서 중앙 미드필더로 배치되어 라 리가 데뷔전을 치렀고, 90분 뛴 이 원정 경기에서 6-0 완승을 거두었다. 그는 주로 이 위치에 자주 배치되었지만, 주제 모리뉴 감독은 12월 3일, 스포르팅 히혼전과 그 다음 주 바르셀로나와의 경기에서 그를 우측 수비수로 배치하는 실험을 했고, 첫 해를 리그 우승으로 마쳤다.
1-2로 패한 2012-13 시즌의 헤타페와의 2라운드 막판, 코엔트랑은 후보 벤치에서 페레스 라사 주심을 모욕한 후 퇴장당했다. 그는 이후 4경기 출장 정지 징계를 받았다.
2012년 12월 16일, 상대에게 끌려가는 와중에 크리스티아누 호날두의 패스를 받아 레알 마드리드에서의 첫 골을 넣었고, 소속 구단은 에스파뇰과 2-2로 비겼다. 이듬 해 9월 2일, 맨체스터 유나이티드는 이적 시장 막일에 그의 임대를 요청했다. 스페인 구단 측은 요청을 받아들였지만, 그라나다로부터 그를 대체할 기예르메 시케이라를 영입하는데 실패하면서 백지화되었고, 시케이라도 벤피카로 임대를 가버렸다.
바르셀로나와의 코파 델 레이 결승전에서 코엔트랑은 가레스 베일이 개인기로 넣은 2-1 결승골의 시발점이 되었다. 그는 전 시즌 우승을 거둔 바이에른 뮌헨과의 UEFA 챔피언스리그 준결승전 두 경기에 모두 출전해 레알 마드리드가 합계 5-0 완승을 거두고 10번째 (La Décima) 유러피언컵 우승을 거두는데 일조했다.
코엔트랑은 카를로 안첼로티 감독의 2년차에도 2014-15 시즌 경기에 부상으로 그리 많은 출장 기회를 잡지 못했는데, 그는 9번의 경기에 나서는데 그쳤고, 이 중 선발은 불과 5번이었다. 2015년 8월 26일, 그는 모나코로 한 시즌 동안 임대되었다. 그의 모나코 첫 공식 경기는 9월 13일 가젤레크 아작시오 원정 경기로, 아다마 트라오레와 교체로 들어가 1-0 승리에 일조했고, 11일 후에는 몽펠리에 원정 경기에서 첫 골을 넣어 3-2 역전승에 공헌했다.

## 국가대표팀 경력

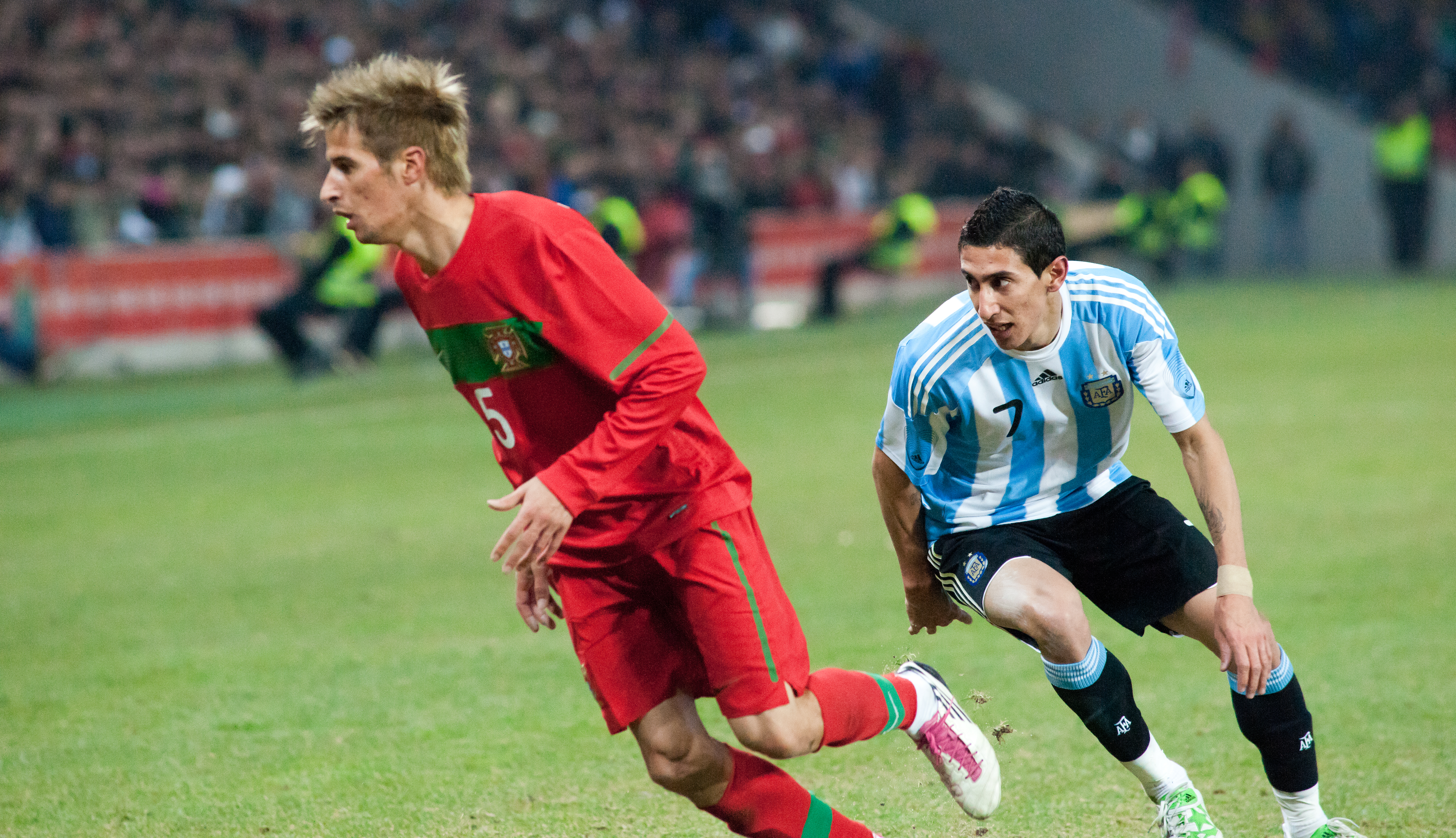
2011년 2월 9일, 아르헨티나와의 친선전에서 앙헬 디 마리아를 저지하는 코엔트랑 (왼쪽)

청소년 시절부터 포르투갈 국가대표로, 코엔트랑은 U-20 국가대표 시절 2007년 마데이라 컵의 최우수 선수로 선정되었었고, 같은 대회에서 최다 득점자로 이름을 올렸다. 그 후, 그는 2007년 FIFA U-20 월드컵에 참가했었고, 같은 해, U-21 국가대표팀 데뷔전도 치렀다.
벤피카에서 꾸준히 좋은 활약을 보인 후, 비록 2009-10 시즌 초에 출장을 자주 하지는 않았지만, 코엔트랑은 2009년 11월에 보스니아 헤르체고비나와의 2010년 FIFA 월드컵 예선 플레이오프전을 앞두고 차출되어 11월 14일에 이스타디우 다 루스에서 벌어진 1차전에 21분 출장했고, 조국은 1-0으로 이겼다.
코엔트랑은 카를루스 케이로스의 부름을 받아 본선에 참가할 23인의 최종 명단에 이름을 올렸고, 그보다 경험이 많은 두다를 제치고 주전 좌측 수비수로 출전했다. 그는 남아프리카 공화국에서 열린 대회 본선의 모든 경기에 출전했지만, 포르투갈은 16강에서 탈락했다.
2011년 8월 10일, 코엔트랑은 보그 드문 머리로 넣는 골로 첫 국가대표팀 골을 넣었고, 경기는 룩셈부르크에 5-0으로 이기는 것으로 끝났다. 그는 UEFA 유로 2012에서 모든 경기에 매분 출전해, 주전 포르투갈 좌측 수비수로서 준결승 진출을 경험했다.
코엔트랑은 독일을 상대한 포르투갈의 2014년 FIFA 월드컵 첫 경기 후반전에 부상을 당해 남은 대회 기간 동안의 경기에 출전하지 못했다. 그는 2015년 3월 29일, 세르비아와의 UEFA 유로 2016 예선전에서 중요한 역할을 했는데, 히카르두 카르발류가 머리로 넣은 선제골을 돕고, 주앙 모티뉴의 패스를 받아 결승골을 넣어 안방에서 2-1 승리를 견인했고, 포르투갈은 예선 조 선두를 차지했다.
코엔트랑은 모나코에서 훈련하던 도중 허벅지 부상을 당해 UEFA 유로 2016에 참가하지 못했다.

### 국가대표팀 득점 기록
아래의 점수에서 왼쪽의 점수가 포르투갈의 점수이다.
| #  | 날짜            | 경기장                                    | 상대       | 점수 | 최종결과 | 대회                      |
| -- | --------------- | ----------------------------------------- | ---------- | ---- | -------- | ------------------------- |
| 1. | 2011년 8월 10일 | 이스타디우 알가르브, 알가르브, 포르투갈   | 룩셈부르크 | 3–0  | 5–0      | 친선경기                  |
| 2. | 2013년 3월 22일 | 라마트간, 텔아비브, 이스라엘              | 이스라엘   | 3–3  | 3–3      | 2014년 FIFA 월드컵 예선전 |
| 3. | 2014년 3월 5일  | Dr. 마갈량이스 페소아, 레이리아, 포르투갈 | 카메룬     | 3–1  | 5–1      | 친선경기                  |
| 4. | 2014년 6월 10일 | 메트라이프, 이스트러더퍼드, 미국          | 아일랜드   | 5–1  | 5–1      | 친선경기                  |
| 5. | 2015년 3월 29일 | 이스타디우 다 루스, 리스본, 포르투갈      | 세르비아   | 2–1  | 2–1      | UEFA 유로 2016 예선전     |

## 클럽 통계
2021년 6월 30일 기준
| 클럽            | 시즌               | 리그 | 리그 | 컵1  | 컵1 | 리그 컵 | 리그 컵 | 유럽 | 유럽 | 기타2 | 기타2 | 합계 | 합계 |
| 클럽            | 시즌               | 출장 | 골   | 출장 | 골  | 출장    | 골      | 출장 | 골   | 출장  | 골    | 출장 | 골   |
| --------------- | ------------------ | ---- | ---- | ---- | --- | ------- | ------- | ---- | ---- | ----- | ----- | ---- | ---- |
| 히우 아브       | 2004–05            | 1    | 0    | 0    | 0   | —       | —       | —    | —    | —     | —     | 1    | 0    |
| 히우 아브       | 2005–06            | 3    | 1    | 1    | 0   | —       | —       | —    | —    | —     | —     | 4    | 1    |
| 히우 아브       | 2006–07            | 25   | 4    | 2    | 0   | —       | —       | —    | —    | —     | —     | 27   | 4    |
| 히우 아브       | 2008–09            | 16   | 3    | 0    | 0   | 0       | 0       | 0    | 0    | 0     | 0     | 16   | 3    |
| 히우 아브       | 2018-19            | 21   | 0    | 1    | 0   | 1       | 0       |      |      |       |       | 23   | 0    |
| 히우 아브       | 2020-21            | 13   | 2    | 1    | 0   |         |         |      |      |       |       | 14   | 2    |
| 히우 아브       | 히우 아브 합계     | 79   | 10   | 5    | 0   | 1       | 0       | 0    | 0    | 0     | 0     | 85   | 10   |
| 나시오날 (임대) | 2007–08            | 16   | 4    | 0    | 0   | 0       | 0       | 0    | 0    | 0     | 0     | 16   | 4    |
| 사라고사 (임대) | 2008–09            | 1    | 0    | 0    | 0   | —       | —       | 0    | 0    | 0     | 0     | 1    | 0    |
| 벤피카          | 2007–08            | 3    | 0    | 0    | 0   | 3       | 0       | 1    | 0    | 0     | 0     | 7    | 0    |
| 벤피카          | 2009–10            | 26   | 0    | 2    | 1   | 4       | 1       | 13   | 1    | 0     | 0     | 45   | 3    |
| 벤피카          | 2010–11            | 23   | 2    | 6    | 1   | 2       | 0       | 14   | 2    | 0     | 0     | 45   | 5    |
| 벤피카          | 벤피카 합계        | 52   | 2    | 8    | 2   | 9       | 1       | 28   | 3    | 0     | 0     | 97   | 8    |
| 레알 마드리드   | 2011–12            | 20   | 0    | 5    | 0   | —       | —       | 8    | 0    | 0     | 0     | 33   | 0    |
| 레알 마드리드   | 2012–13            | 16   | 1    | 6    | 0   | —       | —       | 8    | 0    | 0     | 0     | 30   | 1    |
| 레알 마드리드   | 2013–14            | 10   | 0    | 4    | 0   | —       | —       | 6    | 0    | 0     | 0     | 20   | 0    |
| 레알 마드리드   | 2014–15            | 9    | 0    | 2    | 0   | —       | —       | 4    | 0    | 2     | 0     | 17   | 0    |
| 레알 마드리드   | 2016–17            | 3    | 0    | 1    | 0   | —       | —       | 2    | 0    | 0     | 0     | 6    | 0    |
| 레알 마드리드   | 레알 마드리드 합계 | 58   | 1    | 18   | 0   | —       | —       | 28   | 0    | 2     | 0     | 106  | 1    |
| 모나코 (임대)   | 2015–16            | 15   | 3    | 1    | 0   | 0       | 0       | 3    | 0    | —     | —     | 19   | 3    |
| 스포르팅 (임대) | 2017–18            | 25   | 1    | 5    | 0   | 3       | 0       | 11   | 0    | —     | —     | 44   | 1    |
| 경력 합계       | 경력 합계          | 244  | 21   | 37   | 2   | 13      | 1       | 70   | 3    | 2     | 0     | 368  | 27   |

1 수페르코파 데 에스파냐 및 수페르타사 칸디두 드 올리베이라 경기 포함

2 UEFA 슈퍼컵 및 FIFA 클럽 월드컵 경기 포함

## 수상

### 클럽

#### 벤피카[49]
- 프리메이라리가: 2009–10
- 타사 다 리가: 2009–10, 2010–11

#### 레알 마드리드[49]
- 라 리가: 2011–12, 2016-17
- 코파 델 레이: 2013–14
- 수페르코파 데 에스파냐: 2012
- UEFA 챔피언스리그: 2013–14, 2016-17
- UEFA 슈퍼컵: 2014
- FIFA 클럽 월드컵: 2014, 2016

### 개인
- 세군다리가 올해의 도약 선수: 2006–07[50]
- 프리메이라리가 올해의 도약 선수: 2009–10[14]
- 레키프지 이상적인 11인: 2010[51]
- 코스므 다미앙 상 - 올해의 축구 선수: 2011[52]
- 프리메이라리가 이달의 신인 선수: 2009년 10월,[53] 2010년 3월,[54] 2010년 4월,[55] 2010년 9월[56]
- UEFA 유럽 축구 선수권 대회의 팀: 2012[57]